# Награды Ярославской области
Награды Ярославской области — награды субъекта Российской Федерации Ярославской области учреждённые Ярославской областной Думой, согласно Закону Ярославской области от 6 мая 2010 года № 11-з «О наградах».
В соответствии с Законом, система наград Ярославской области включает в себя:
- награды Правительства Ярославской области;
- награды Губернатора Ярославской области;
- награды Ярославской областной Думы;
- награды органов исполнительной власти Ярославской области;
- награды иных государственных органов Ярославской области.

Награды предназначены для поощрения государственных и муниципальных служащих, творческих и научных деятелей, работников учреждений, организаций и предприятий Ярославской области, военнослужащих, сотрудников силовых ведомств, а также иных граждан Российской Федерации и граждан иностранных государств, за заслуги перед Ярославской областью.
Законодательство Ярославской области о наградах основывается на положениях федерального законодательства и Устава Ярославской области и состоит из Закона № 11-з «О наградах» и иных нормативных правовых актов, принимаемых в случаях, установленных настоящим Законом.

## Перечень наград

### Награды Ярославской области
| Изображение награды | Наименование награды | Дата учреждения                           | Правила награждения | Источник                                                              |
| ------------------- | --- | ----------------------------------------- | --- | --------------------------------------------------------------------- |
|                     | Почётное звание «Почётный гражданин Ярославской области» --- (Знак почётного звания «Почётный гражданин Ярославской области») | 23 сентября 1981 года --- 6 мая 2010 года | Почётное звание «Почётный гражданин Ярославской области» является высшей наградой Ярославской области и присваивается гражданам, внесшим выдающийся общественно значимый вклад в развитие экономики, науки, техники, культуры, искусства, образования, здравоохранения, спорта, охраны окружающей среды, обеспечение законности, правопорядка и общественной безопасности, за государственную, общественную и иную деятельность, способствующую улучшению жизни населения Ярославской области, обеспечению её благополучия и процветания, повышению роли и авторитета Ярославской области в Российской Федерации и на международной арене. Почётное звание может быть присвоено гражданину, который: - является Героем России, Героем Советского Союза, Героем Социалистического труда; - награждён двумя и более орденами Российской Федерации и (или) СССР; - награждён медалью «За труды во благо земли Ярославской» I степени. Гражданину, которому присвоено почётное звание, вручается удостоверение почётного гражданина Ярославской области, свидетельство о присвоении почётного звания и знак почётного звания. | Закон Ярославской области от 06 мая 2010 года № 11-з «О наградах» --- |
|                     | Медаль «За труды во благо земли Ярославской» I степени                                                                        | 6 мая 2010 года                           | Медалью «За труды во благо земли Ярославской» награждаются граждане, внесшие большой личный вклад в развитие Ярославской области, способствующий её экономическому, социальному и культурному благополучию, за высокие трудовые достижения в государственной, производственной, научно-исследовательской, социально-культурной, общественной и иной деятельности, осуществление конкретных и полезных для Ярославской области дел. Медаль имеет две степени, высшей из которых является I степень. Награждение производится последовательно. К награждению медалью I степени представляются лица, награждённые медалью II степени. К награждению медалью II степени представляются лица, награждённые государственными наградами Российской Федерации и (или) СССР, наградами Ярославской областной Думы, наградами Губернатора Ярославской области. В исключительных случаях за особо выдающиеся заслуги перед Ярославской областью к награждению медалью I степени могут быть представлены лица, награждённые одним или более орденами Российской Федерации и (или) СССР. | Закон Ярославской области от 06 мая 2010 года № 11-з «О наградах» --- |
|                     | Медаль «За труды во благо земли Ярославской» II степени                                                                       | 6 мая 2010 года                           | См. «Правила награждения медалью „За труды во благо земли Ярославской“ I степени». | Закон Ярославской области от 06 мая 2010 года № 11-з «О наградах» --- |
|                     | Медаль «За верность родительскому долгу»                                                                                      | 6 мая 2010 года                           | Медалью «За верность родительскому долгу» награждаются родители (усыновители), опекуны (попечители), в том числе приёмные родители, обеспечивающие полноценное физическое, интеллектуальное, духовное, нравственное развитие воспитываемых детей, а также родители (усыновители), осуществляющие надлежащий уход за инвалидом I группы, являющимся инвалидом с детства, образующие социально ответственную семью и ведущие здоровый образ жизни, проживающие в Ярославской области не менее пяти лет. К награждению медалью представляются: - родители (усыновители), воспитавшие и (или) воспитывающие четырёх и более детей, по достижении четвёртым ребёнком возраста трех лет; - опекуны (попечители), в том числе приемные родители, воспитавшие и (или) воспитывавшие и достойно содержавшие не менее пяти лет двоих и более детей-сирот или детей, оставшихся без попечения родителей; - родители (усыновители), не менее 18 лет с момента установления инвалидности осуществляющие надлежащий уход за постоянно проживающим с ними инвалидом I группы, являющимся инвалидом с детства, нуждающимся в постоянном постороннем уходе (помощи, надзоре). К награждению одновременно представляются оба родителя (опекуна или попечителя) либо единственный родитель (опекун или попечитель) в неполной семье. При награждении медалью учитываются живые дети, а также дети, погибшие или пропавшие без вести при защите Отечества или его интересов, при исполнении воинского, служебного или гражданского долга, умершие вследствие ранения, контузии, увечья или заболевания, полученных при указанных обстоятельствах, либо вследствие трудового увечья или профессионального заболевания. | Закон Ярославской области от 06 мая 2010 года № 11-з «О наградах» --- |

### Награды Губернатора Ярославской области
| Изображение награды | Наименование награды                       | Дата учреждения     | Правила награждения | Источник |
| ------------------- | ------------------------------------------ | ------------------- | --- | --- |
|                     | Почётный знак Алексея Петровича Мельгунова | 6 декабря 2010 года | Награда Губернатора области — Почётный знак Алексея Петровича Мельгунова учреждён для награждения граждан за значительные заслуги и высокие достижения в социально-экономическом и культурном развитии Ярославской области, иные достижения и заслуги перед Ярославской областью, способствовавшие развитию региона. Знака могут быть удостоены граждане за: - высокие достижения и показатели в промышленности, сельском хозяйстве, на транспорте, в развитии жилищно-коммунального комплекса, связи, строительстве и других отраслях экономики области; - заслуги в сфере государственного и муниципального управления, государственной и муниципальной службы; - внедрение в производство новой техники, технологий, передового опыта, особо ценных изобретений и рационализаторских предложений; - успехи в научно-исследовательской деятельности; - творческие достижения в области культуры, искусства, литературы; - результативную общественную деятельность; - смелые действия, совершенные при спасении жизни людей, охране общественного порядка, в борьбе со стихийными бедствиями, и другие проявления гражданской доблести; - активную благотворительную деятельность и другие конкретные достижения перед Ярославской областью; - активную деятельность по поддержке малообеспеченных многодетных семей. | Указ губернатора Ярославской области от 6 декабря 2010 года № 42 «О почётном знаке Алексея Петровича Мельгунова»                           |
|                     | Почётный знак «За усердие»                 | 6 декабря 2010 года | Почётный знак Губернатора области «За усердие» учреждается для награждения государственных гражданских служащих Ярославской области и муниципальных служащих в Ярославской области за безупречную службу, эффективную и результативную служебную деятельность. Награждение Губернаторским знаком производится не ранее чем через три года после предыдущего награждения государственными наградами Российской Федерации, наградами Ярославской областной Думы, наградами Ярославской области, наградами Губернатора области или наградами органов местного самоуправления за безупречную службу, эффективную и результативную служебную деятельность. При наличии перечисленных заслуг, представляются к награждению Губернаторским знаком: - XV (лет) — гражданские и муниципальные служащие, имеющие стаж работы в государственных органах области и органах местного самоуправления в Ярославской области (далее — служебный стаж) 15 лет; - XX (лет) — гражданские и муниципальные служащие, имеющие служебный стаж 20 лет; - XXV (лет) — гражданские и муниципальные служащие, имеющие служебный стаж 25 лет. В случае награждения гражданского (муниципального) служащего несколькими знаками «За усердие», ношению подлежит знак за более продолжительный стаж работы.                                           | Указ губернатора Ярославской области от 6 декабря 2010 года № 41 «О почётном знаке Губернатора области „За усердие“» ---                   |
|                     | Почётный знак «За особые успехи в учении»  | 19 мая 2014 года    | Почётный знак Губернатора области «За особые успехи в учении» учреждается для награждения проявивших особые успехи в учении выпускников общеобразовательных организаций, обучавшихся по имеющим государственную аккредитацию основным общеобразовательным программам среднего общего образования. К награждению Губернаторским знаком представляются независимо от форм получения образования и обучения выпускники XI (XII) классов текущего года, имеющие полугодовые (триместровые) и годовые отметки «5» по всем предметам, изучавшимся в рамках освоения основной общеобразовательной программы среднего общего образования, и получившие на государственной итоговой аттестации при сдаче государственного выпускного экзамена по математике и русскому языку, единого государственного экзамена по математике базового уровня отметку «5» или при сдаче единого государственного экзамена по русскому языку и математике профильного уровня не менее 75 баллов по каждому из этих предметов. Лицам, награждённым Губернаторским знаком: - вручается удостоверение к Губернаторскому знаку; - выплачивается единовременное денежное поощрение. | Указ губернатора Ярославской области от 19 мая 2014 года № 195 "О почётном знаке Губернатора области «За особые успехи в учении»           |
|                     | Медаль «Честь и слава»                     | 3 февраля 2025 года | Медалью «Честь и слава» награждаются граждане Российской Федерации, иностранные граждане, лица без гражданства, за самоотверженность, мужество и отвагу, проявленные при спасении людей, охране общественного порядка, в борьбе с преступностью, во время стихийных бедствий, пожаров, катастроф и других чрезвычайных ситуаций, за смелые и решительные действия, совершённые при исполнении воинского, гражданского или служебного долга, в том числе в условиях, сопряжённых с риском для жизни, и другие проявления военной и гражданской доблести, а также за заслуги в добровольческой (волонтёрской) деятельности. Представление к награждению медалью осуществляется вне зависимости от наличия у представляемого к награждению лица иных наград. Медаль носится на левой стороне груди и при наличии у награждённого государственных и ведомственных наград Российской Федерации или СССР располагается после них. | Указ Губернатора Ярославской области от 03 февраля 2025 года № 20 «О награде Губернатора Ярославской области — медали "Честь и слава"» --- |

### Награды Ярославской областной Думы
| Изображение награды | Наименование награды                                                     | Дата учреждения    | Правила награждения | Источник |
| ------------------- | ------------------------------------------------------------------------ | ------------------ | --- | --- |
|                     | Памятный знак «1000 лет Ярославля»                                       | 25 мая 2010 года   | Памятный знак Ярославской областной Думы «1000 лет Ярославля» является наградой Ярославской областной Думы. Памятным знаком могут быть награждены граждане Российской Федерации, иностранные граждане и лица без гражданства, а также юридические лица за выдающийся вклад в развитие города Ярославля, обеспечение благополучия его населения. Награждение Памятным знаком приурочивается к 1000-летию города Ярославля и производится до 31 декабря 2010 года. Решение о награждении Памятным знаком оформляется постановлением Ярославской областной Думы. Одновременно с Памятным знаком вручается соответствующее удостоверение, подписанное Председателем Ярославской областной Думы и заверенное гербовой печатью Ярославской областной Думы. Памятный знак и удостоверение к нему вручаются награждённому в торжественной обстановке Председателем Ярославской областной Думы либо по его поручению одним из заместителей Председателя Ярославской областной Думы. | Постановление Ярославской областной Думы от 25 мая 2010 года № 69 «Об учреждении памятного знака Ярославской областной Думы „1000 лет Ярославля“»                                             |
|                     | Почётный знак «За вклад в развитие Ярославской области»                  | 29 марта 2011 года | Почётный знак Ярославской областной Думы «За вклад в развитие Ярославской области» является наградой Ярославской областной Думы. Почётным знаком могут быть награждены граждане Российской Федерации за высокие достижения в области производства, экономики, науки, техники, культуры, искусства, образования, спорта, охраны окружающей среды, за высокое профессиональное мастерство, благотворительность и иную деятельность, способствующую развитию Ярославской области. К награждению Почётным знаком представляются лица, награждённые Почётной грамотой Ярославской областной Думы. Решение о награждении Почётным знаком принимается в форме постановления Ярославской областной Думы. Повторное награждение Почётным знаком не производится. Одновременно с Почётным знаком вручается соответствующее удостоверение, подписанное Председателем Ярославской областной Думы и заверенное гербовой печатью Ярославской областной Думы.                             | Постановление Ярославской областной Думы от 29 марта 2011 года № 36 «Об учреждении Почётного знака Ярославской областной Думы „За вклад в развитие Ярославской области“» ---                  |
|                     | Почётный знак «За заслуги в развитии законодательства и парламентаризма» | 29 марта 2011 года | Почётный знак Ярославской областной Думы «За заслуги в развитии законодательства и парламентаризма» является наградой Ярославской областной Думы. Почётным знаком могут быть награждены граждане Российской Федерации, внесшие значительный вклад в развитие законодательства и парламентаризма. К награждению Почётным знаком представляются лица, награждённые Почётной грамотой Ярославской областной Думы. Решение о награждении Почётным знаком принимается в форме постановления Ярославской областной Думы. Повторное награждение Почетным знаком не производится. Одновременно с Почётным знаком вручается соответствующее удостоверение, подписанное Председателем Ярославской областной Думы и заверенное гербовой печатью Ярославской областной Думы. | Постановление Ярославской областной Думы от 29 марта 2011 года № 35 «Об учреждении Почётного знака Ярославской областной Думы „За заслуги в развитии законодательства и парламентаризма“» --- |

### Упразднённые награды
| Изображение награды | Наименование награды | Дата учреждения      | Правила награждения | Источник |
| ------------------- | --- | -------------------- | --- | --- |
|                     | Почётный знак Святого Луки «За развитие искусства» --- Знак упразднён 13 октября 2010 года на основании Постановления губернатора Ярославской области № 614 | 17 августа 1994 года | Почётным Знаком Святого Луки «За развитие искусств» награждаются граждане Российской Федерации за особый вклад в развитие культуры и искусства Ярославской области. Награждение Почётным Знаком Святого Луки «За развитие искусств» производится Постановлением Губернатора Ярославской области. Представление о награждении вносится Губернатору области органами государственной власти области, органами местного самоуправления, общественными организациями, объединениями. Почётные Знаки Святого Луки «За развитие искусств» имеют номер. Почетный Знак Святого Луки «За развитие искусств» носится на левой стороне груди и при наличии наград Российской Федерации располагается после них. | Постановление губернатора Ярославской области от 17 августа 1994 года № 412 «Об учреждении почётного знака Святого Луки» (недоступная ссылка) --- Постановление губернатора Ярославской области от 13 октября 2010 года № 614 ---                                               |
|                     | Почётный знак Ярослава Мудрого --- Знак упразднён 13 октября 2010 года на основании Постановления губернатора Ярославской области № 614                     | 3 марта 1997 года    | Почётным Знаком Ярослава Мудрого награждаются граждане Российской Федерации, в исключительных случаях, граждане иностранных государств за высокие достижения в государственной, производственной, научно-исследовательской, социальнокультурной, общественной деятельности и значительный вклад в социально-экономическое развитие Ярославской области. Награждение Почётным Знаком Ярослава Мудрого производится постановлением Администрации области. Представление о награждении вносится Администрации области органами государственной власти области, органами местного самоуправления, находящимися на территории Ярославской области. Почётный Знак Ярослава Мудрого вручается лично награждённому и одновременно ему выдается удостоверение. Почётный Знак Ярослава Мудрого носится на правой стороне груди и при наличии государственных наград Российской Федерации располагается после них. | Постановление губернатора Ярославской области от 3 марта 1997 года № 111 «Об учреждении почётного знака за заслуги перед Ярославской областью „Почётный знак Ярослава Мудрого“» --- Постановление губернатора Ярославской области от 13 октября 2010 года № 614                 |
|                     | Почётный знак «За доброту и милосердие» --- Знак упразднён 18 августа 2010 года на основании Постановления губернатора Ярославской области № 452            | 27 января 1999 года  | Почётным знаком «За доброту и милосердие» награждаются предприятия, организации, учреждения и граждане за активную благотворительную деятельность на территории Ярославской области. Награждение почётным знаком «За доброту и милосердие» производится постановлением Губернатора Ярославской области. Почётный знак «За доброту и милосердие» вручается Губернатором области лично награждённому, а организации — в коллективе. Одновременно вручается удостоверение, оформленное в рамку. | Постановление губернатора Ярославской области от 27 января 1999 года № 34 «Об учреждении почётного знака Губернатора Ярославской области „За доброту и милосердие“» --- Постановление губернатора Ярославской области от 18 августа 2010 года № 452                             |
|                     | Почётный знак имени адмирала Ушакова --- Знак упразднён 13 октября 2010 года на основании Постановления губернатора Ярославской области № 614               | 13 октября 2004 года | Губернаторским почётным знаком имени адмирала Российского флота святого праведного Феодора Ушакова, как правило, награждаются граждане Ярославской области: - за отвагу и самоотверженность при несении боевой службы и боевого дежурства на кораблях и частях Военно-Морского флота (далее ВМФ) и пограничных войск Российской Федерации; - за самоотверженный творческий труд, эффективное освоение и использование прогрессивных технологий по строительству, оборудованию и сдачу в эксплуатацию новых кораблей для ВМФ и пограничных войск Российской Федерации; - за большой вклад в увековечение памяти адмирала Российского флота святого праведного Феодора Ушакова, направленный на обустройство памятных мест, реставрацию и строительство культовых объектов, создание произведений литературы и искусства, публикацию материалов в СМИ, создание и развитие музейных экспозиций, связанных с именем великого русского флотоводца Фёдора Ушакова; - за активную, целенаправленную военно-патриотическую работу среди молодежи по подготовке её к службе на кораблях и в частях ВМФ, поступлению для обучения в высшие военно-учебные заведения ВМФ. | Постановление губернатора Ярославской области от 13 октября 2004 года № 700 «Об учреждении Губернаторского почётного знака имени адмирала Российского флота святого праведного Феодора Ушакова» --- Постановление губернатора Ярославской области от 13 октября 2010 года № 614 |
|                     | Губернаторский знак «Материнская слава» --- Знак упразднён 18 августа 2010 года на основании Постановления губернатора Ярославской области № 452            | 2 апреля 2007 года   | Губернаторским знаком «Материнская слава» награждаются многодетные матери, родившие (усыновившие) и воспитавшие пятерых и более детей, за вклад в их полноценное интеллектуальное, духовное и нравственное развитие. Матери, награждённые Губернаторским знаком, поощряются единовременным денежным вознаграждением. Администрации муниципальных районов и городских округов самостоятельно определяют претендентов на награждение Губернаторским знаком с учетом указанных критериев и выносят на рассмотрение комиссии. На основании предложений комиссии Губернатор области издаёт постановление о награждении Губернаторским знаком. Вместе с наградой многодетной матери вручается удостоверение к Губернаторскому знаку. Губернаторский знак, удостоверение к нему и денежное вознаграждение вручаются в торжественной обстановке. Повторное награждение Губернаторским знаком не производится. | Постановление губернатора Ярославской области от 2 апреля 2007 года № 250 «Об учреждении Губернаторского знака „Материнская слава“» --- Постановление губернатора Ярославской области от 18 августа 2010 года № 452                                                             |

## Награды города Ярославля
Награды города Ярославля — награды используемые (наряду с наградами Ярославской области) для награждения жителей областного центра — города Ярославля.
К наградам города Ярославля относятся: звание «Почётный гражданин города Ярославля», знак отличия «За заслуги перед городом Ярославлем», Почётный знак города Ярославля, почётная грамота, благодарственное письмо, городские премии, городские стипендии.
Городские награды являются формой поощрения граждан и организаций за заслуги в экономике, совершенствование системы городского самоуправления, жилищно-коммунального хозяйства, науке, культуре, спорте, искусстве, военной службе и иные заслуги перед городом Ярославлем.
Право учреждения городских наград принадлежит муниципалитету города Ярославля.
| Изображение награды                             | Наименование награды                                                                          | Дата учреждения                                  | Правила награждения | Источник |
| ----------------------------------------------- | --------------------------------------------------------------------------------------------- | ------------------------------------------------ | --- | --- |
|                                                 | Звание «Почётный гражданин города Ярославля» --- (Знак «Почётный гражданин города Ярославля») | 1870-1917 гг. --- 1978 год --- 1 марта 1995 года | Звание «Почётный гражданин города Ярославля» является формой поощрения граждан, как правило, жителей города Ярославля за выдающиеся заслуги в экономике, науке, культуре, искусстве, строительстве, воспитании, просвещении, охране здоровья, жизни и прав граждан, благотворительной деятельности и иные заслуги перед городом и его жителями. Звание присваивается решением муниципалитета города Ярославля. Звание не присваивается посмертно. Лицам, удостоенным звания, в торжественной обстановке на мероприятиях, приуроченных к Дню города Ярославля, вручается грамота, удостоверение и нагрудный знак. Портреты и биографии лиц, удостоенных звания, заносятся в книгу «Почётные граждане города Ярославля», хранящуюся в музее истории города, и размещаются в портретной галерее Почётных граждан города (в музее истории города или в мэрии). В книгу заносятся и данные о всех лицах, которым ранее было присвоено звание, начиная с 1870 года. Лицам, удостоенным звания, присуждается единовременная премия, а также предоставляются многочисленные льготы и ежемесячные выплаты в размере 55 % от должностного оклада мэра города Ярославля. | Решение муниципалитета города Ярославля от 1 марта 1995 года № 13 «О звании „Почётный гражданин города Ярославля“»                                                                           |
|                                                 | Знак отличия «За заслуги перед городом Ярославлем»                                            | 19 марта 1997 года                               | Знаком отличия «За заслуги перед городом Ярославлем» награждаются граждане за осуществление конкретных и особо полезных для города дел в области развития промышленности, строительства, транспорта, образования и здравоохранения, науки, культуры, спорта, за успехи в поддержании высокой боевой готовности подразделений, частей и соединений, за укрепление законности и правопорядка, благотворительную деятельность и иные заслуги перед городом и его жителями. Решение о награждении знаком отличия принимается муниципалитетом города Ярославля один раз в течение календарного года в отношении не более чем трех граждан. Лицам, удостоенным знака, в торжественной обстановке на мероприятиях, приуроченных к Дню города Ярославля, вручается знак отличия, удостоверение и грамота. Фотопортреты и биографии награждённых заносятся в книгу «Награждённые знаком отличия „За заслуги перед городом Ярославлем“», хранящуюся в музее истории города. Знак отличия носится на левой стороне груди и при наличии орденов и медалей располагается ниже их. Знак отличия имеет номер. Лицам, награждённым знаком отличия, присуждается единовременная премия, а также предоставляются льготы и ежемесячные выплаты в размере 30 % от должностного оклада мэра города Ярославля. | Решение муниципалитета города Ярославля от 19 марта 1997 года № 86 «Об учреждении знака отличия „За заслуги перед городом Ярославлем“» Архивная копия от 27 сентября 2016 на Wayback Machine |
| Знак I степени Знак II степени Знак III степени | Почётный знак города Ярославля                                                                | 12 мая 2005 года                                 | Почётным Знаком города Ярославля награждаются граждане за добросовестную работу и личный вклад в областях: промышленности, строительства, архитектуры, транспорта, связи, здравоохранения, образования, спорта, туризма, культуры и искусства, молодежной политики, журналистики, науки, жилищно-коммунального хозяйства, природопользования и охраны окружающей среды, социальной защиты населения, торговли, общественного питания, бытового обслуживания населения, экономики и финансовой деятельности, малого и среднего бизнеса, местного самоуправления, общественной работы и общественных форм самоуправления; в возрождение исторического наследия, духовного, нравственного и патриотического воспитания граждан; в укрепление законности и правопорядка; в обеспечение безопасной жизнедеятельности; за активную благотворительную деятельность, меценатство. Почетный Знак имеет три степени. Высшей степенью является I степень. Награждение знаком производится последовательно. Лица, награждённые Почётным Знаком трех степеней, в части социальных гарантий приравниваются к лицам, награждённым знаком отличия «За заслуги перед городом Ярославлем». | Решение муниципалитета города Ярославля от 12 мая 2005 года № 105 «Об учреждении Почётного Знака города Ярославля»                                                                           |
|                                                 | Юбилейный знак «За подготовку к 1000-летию города Ярославля»                                  | 2 июня 2010 года                                 | Юбилейным знаком «За подготовку к 1000-летию города Ярославля» награждаются граждане и организации, внёсшие большой личный вклад в деятельность по подготовке к празднованию 1000-летнего юбилея города. Решение о награждении юбилейным знаком «За подготовку к 1000-летию города Ярославля» принимается муниципалитетом города Ярославля. Лицам, удостоенным юбилейного знака «За подготовку к 1000-летию города Ярославля», в торжественной обстановке вручается знак и удостоверение к юбилейному знаку. Юбилейным знаком «За подготовку к 1000-летию города Ярославля» носится на правой стороне груди и при наличии государственных наград Российской Федерации располагается после них. Общее количество вручаемых Юбилейных знаков — 1500 экземпляров. | Решение муниципалитета города Ярославля от 2 июня 2010 года № 311 «Об учреждении Юбилейного знака „За подготовку к 1000-летию города Ярославля“» ---                                         |